# Ariany, Tây Ban Nha
Ariany là một đô thị nhỏ trên đảo Mallorca, thuộc quần đảo Baleares, Tây Ban Nha.